# Pozdrav iz Domžal
Pozdrav iz Domžal je album Godbe Domžale, ki je izšel na kaseti in glasbeni CD plošči leta 1996 pri založbi Royal Music Company.

## Seznam posnetkov
| CD              | CD                                  | CD                     | CD              | CD      |
| Št.             | Naslov                              | Glasba                 | Priredba        | Dolžina |
| --------------- | ----------------------------------- | ---------------------- | --------------- | ------- |
| 1.              | „Domžalska koračnica‟               | V. Štrucl              |                 | 2:30    |
| 2.              | „Lojtrca‟                           | V. Štrucl              |                 | 1:40    |
| 3.              | „Ostanimo prijatelji‟               | V. Ovsenik, S. Avsenik |                 | 3:20    |
| 4.              | „Pod lipo‟                          | V. Štrucl              |                 | 2:55    |
| 5.              | „Kranjska koračnica Adama Ravbarja‟ | V. Štrucl              |                 | 3:30    |
| 6.              | „Po dekle‟                          | L. Slak                | V. Štrucl       | 2:30    |
| 7.              | „Dobro jutro‟                       | J. Burnik              | R. Bardorfer    | 2:55    |
| 8.              | „Šopek domačih‟                     | V. Štrucl              |                 | 5:06    |
| 9.              | „Pozdrav Rogaški Slatini‟           | C. Pregelj             | V. Štrucl       | 3:17    |
| 10.             | „Za stare plesalce‟                 | V. Štrucl              |                 | 2:00    |
| 11.             | „Tiroli Tirola‟                     | V. Štrucl              |                 | 3:05    |
| 12.             | „Židana marela‟                     | V. Štrucl              |                 | 2:25    |
| 13.             | „Visoko nad oblaki‟                 | L. Slak                | V. Štrucl       | 2:30    |
| 14.             | „Ob Bistrici‟                       | V. Štrucl              |                 | 2:43    |
| 15.             | „Slovenci‟                          | D. Lorbek              |                 | 2:20    |
| 16.             | „Zaigrajmo in zapojmo‟              | V. Štrucl              |                 | 4:44    |
| Skupna dolžina: | Skupna dolžina:                     | Skupna dolžina:        | Skupna dolžina: | 47:27   |

## Sodelujoči

### Godba Domžale
- Franc Kuharič – dirigent

### Solist
- Dušan Drobnič – harmonika na posnetkih 7 in 14

### Produkcija
- Vinko Štrucl – producent
- Roman Kos – oblikovanje
- Vili Majhenič – fotografije